# Svorsk
Svorsk [ˈsvɔʂk] (schwedisch: svorska) ist ein Kofferwort aus den norwegischen Wörtern svensk (deutsch: „Schwedisch“; schwed.: svenska) und norsk (deutsch: „Norwegisch“; schwed.: norska) und bezeichnet eine Mischsprache aus der schwedischen und norwegischen Umgangssprache, beispielsweise wenn Norwegisch mit schwedischen Lehnwörtern und Redewendungen durchsetzt ist.
Zwischen den beiden Sprachvarietäten besteht gegenseitige Verständlichkeit. Aufgrund der gemeinsamen Abstammung der beiden Sprachen von der altnordischen Sprache ist es den Schweden und Norwegern möglich, sich „internordisch“ zu unterhalten. Indem sie sich in ihrer eigenen Muttersprache unterhalten und diese mit Ausdrücken der anderen Sprache mischen, beabsichtigen sie, dem jeweils fremdsprachigen Gesprächspartner die Verständigung zu erleichtern. Ein ähnliches Phänomen findet zwischen dem Thailändischen und dem Laotischen, dem Portugiesischen und dem Spanischen (Portuñol) oder dem Tschechischen und dem Slowakischen („Tschechoslowakisch“ bzw. sk:„českoslovenčina“, cs:  „českoslovenština“) statt.

## Schwedischer Einfluss auf die norwegische Populärkultur
Der Begriff svorsk hat seinen Ursprung aus den 1960er und 1970er Jahren, als die norwegische Populärkultur stark von den Schweden beeinflusst wurde. Große Teile der norwegischen Bevölkerung im grenznahen Østlandet verfolgten schwedische Rundfunksendungen und eigneten sich dadurch die schwedische Sprache an. Den gleichen Effekt hatten schwedische Familienfilme, die im norwegischen Fernsehen ausgestrahlt wurden, darunter die von Astrid Lindgren geschriebenen beliebten Kinderserien Ferien auf der Kräheninsel und Pippi Langstrumpf. Zu einer Zeit, als beide Länder ein staatliches Rundfunkmonopol besaßen, von dem die Gesellschaft stark beeinflusst wurde, wurden mehrere Gemeinschaftssendungen produziert, um das gegenseitige Sprachverständnis und die kulturelle Zusammenarbeit zu fördern. Ein frühes Beispiel eines solchen Gemeinschaftsprogrammes, in dem Svorsk in Erscheinung trat, war die im Jahr 1959 gestartete Radiosendung Over alle grenser („Über alle Grenzen“) mit dem schwedischen Journalisten Lennart Hyland und der norwegischen Schauspielerin Randi Kolstad. Die beiden Radiomacher schufen 1959 auch den Begriff für die grenzüberschreitende Schutzzone Morokulien, das sich aus dem norwegischen Wort moro und dem schwedischen Wort kul ableitet, welche beide Spaß bedeuten.
Bei vielen norwegischen und schwedischen Musikern und Künstlern, die in beiden Ländern auftraten, entwickelte sich ein Mischvokabular, das als Svorsk bezeichnet werden kann. Der norwegische Komiker Rolv Wesenlund wurde mit seiner Rolle als Marve Fleksnes in der Serie Fleksnes fataliteter auch in Schweden berühmt, da er durch seine Sprache die Schweden in ihrer Sichtweise auf die Norweger als naive und komische Menschen bestärkte. Später repräsentierte der Norweger Jon Skolmen in schwedischen Erfolgsfilmen wie der Filmkomödie Sällskapsresan (norwegisch: Selskapsreisen) von 1980 erneut das schwedische Klischee des lustigen Norwegers. In der Rolle als Ole Bramserud sprach Jon Skolmen Svorsk, das heißt, er sprach Norwegisch, benutzte dabei aber viele schwedische Wörter. Auch der norwegische Abenteurer Thor Heyerdahl benutzte eine an Svorsk erinnernde Sprache, wenn er Kommentare für Fernsehserien über seine Reisen einlas, indem er Schwedisch mit norwegischem Akzent sprach.
Der Einfluss des Schwedischen zeigt sich nicht nur in der Ausdrucksweise der Medien in Norwegen, hier vor allem im Sportjournalismus, sondern es haben sich auch viele schwedische Mode- und Slangwörter in der norwegischen Jugendsprache etabliert. Beispiele sind Fjortis als Bezeichnung für Teenager (vergleiche: 14 heißt fjorton auf Schwedisch und fjorten auf Dänisch und Norwegisch) und kjendis (schwedisch: kändis) für Prominenz.

## Norwegischer und englischer Einfluss
Demgegenüber ist der Einfluss des Norwegischen auf die dominierendere schwedische Sprache begrenzt, da die meisten Schweden Norwegisch in geringerem Maße verstehen als im umgekehrten Fall. Nachdem die Medienmonopole in Norwegen aufgelöst und der private Rundfunk eingeführt wurde, verlor seit Ende der 1980er Jahre das Schwedische gegenüber dem Englischen seine Rolle als vorherrschende Fremdsprache in den norwegischen Massenmedien.

## Frühere Svorsk-Varianten
Ein Beispiel für eine frühere Svorsk-Variante ist die Verständigungssprache, die zwischen norwegischen und schwedischen Bahnarbeitern in Norwegen benutzt wurde, etwa beim gemeinsamen Bau des Rallarvegen um die Jahrhundertwende vom 19. zum 20. Jahrhundert.
In den Fünfzigerjahren entstand zudem eine neuartige Umgangssprache bei den Mitarbeitern der Fluggesellschaft Scandinavian Airlines System (SAS), die auf der dänischen, norwegischen, schwedischen und englischen Sprache basierte und humorvoll als Sasperanto bezeichnet wurde.

## Svensk-norsk
Svensk-norsk (norwegisch für „schwedisch-norwegisch“) ist neben Svorsk ein weiterer Begriff, der vor allem dann benutzt wird, wenn Schweden Norwegisch mit einem schwedischen Akzent sprechen.
Die schwedisch-norwegische Sängerin Elisabeth Andreassen benutzt ein Norwegisch, welches mit vielen schwedischen Wörtern und Merkmalen durchsetzt ist und als „Norwegisch mit Svorsk-Einschlägen“ umschrieben werden kann. Auch die norwegische Schauspielerin Liv Ullmann, die eng mit der schwedischen und nordamerikanischen Filmindustrie zusammenarbeitete, sprach über lange Zeit ein Norwegisch, das stark vom Schwedischen beeinflusst war. Viele schwedische Gastarbeiter in Norwegen sprechen zwar weiterhin ihre Muttersprache Schwedisch, ohne einen ernsthaften Versuch zu unternehmen, Norwegisch zu lernen, benutzen aber in unterschiedlichem Maße Svorsk zur besseren Verständigung.